# Блажово
Блажо́во (укр. Блажове) — село, центр Блажовского сельского совета Рокитновского района Ровненской области Украины.
Население по переписи 2001 года составляло 1380 человек. Почтовый индекс — 34230. Телефонный код — 3635. Код КОАТУУ — 5625081301.

## Местный совет
34230, Ровненская обл., Рокитновский р-н, с. Блажово, ул, Школьная, 11.